# エレンホト・サイウス国際空港
エレンホト・サイウス国際空港（中国語: 二连浩特赛乌苏国际机场、英語: Erenhot Saiwusu International Airport）は、中華人民共和国内モンゴル自治区エレンホト市にある空港である。
エレンホト市中心部から東南に27kmの場所にある。
2008年5月に着工、建設には2.57億元が投入された。2010年2月11日に民間機が運航され、同年4月1日に正式開港した。空港ターミナルは5,043平方メートル、年間旅客取扱数は最大で15万人である

## 就航航空会社
| 航空会社     | 就航地           |
| ------------ | ---------------- |
| 北京首都航空 | 北京/首都        |
| 天津航空     | フフホト、天津   |
| 華夏航空     | フフホト、満州里 |
| フンヌ・エア | ウランバートル   |

2017年5月現在